# Metteniusaceae
Metteniusaceae is een botanische naam, voor een familie van tweezaadlobbige planten. Een familie onder deze naam wordt zelden erkend door systemen voor plantentaxonomie, maar wel door het APG-systeem (1998), dat de familie ongeplaatst laat (incertae sedis).
Het APG II-systeem (2003) erkent de familie niet en laat het genus Metteniusa ongeplaatst. De APWebsite [18 feb 2008] erkent de familie weer wel, maar laat haar weer ongeplaatst.
Indien erkend gaat het om een kleine familie van bomen, die voorkomen in Centraal en noordelijk Zuid-Amerika.